# Maurice Hankey
Pour les articles homonymes, voir Hankey (homonymie).
Maurice Alers Pascal Hankey, 1er baron Hankey (1er avril 1877-16 janvier 1963), est un fonctionnaire britannique qui est parvenu au poste de secrétaire du Cabinet et qui plus tard est parvenu à évoluer, fait rare, de la fonction publique à un poste ministériel.
Il est surtout connu comme l'assistant de haut niveau et très efficace du premier ministre David Lloyd George et du Cabinet de guerre qui dirige la Grande-Bretagne pendant la Première Guerre mondiale. Lorsque Naylor évalue sa carrière, il dit qu’« il avait des certitudes d'un impérialiste de l’époque victorienne, dont les politiques ont cherché à maintenir la domination britannique à l'étranger et à éviter autant que possible l'implication britannique au sein de l'Europe. Son patriotisme est inébranlable, mais sa sensibilité aux changements historiques s'est avérée limitée ».
Naylor constate que « Hankey n'a pas tout à fait saisi la virulence du fascisme […] sauf comme une menace militaire envers la Grande-Bretagne », ni qu’« il ait jamais tout à fait compris l'évolution de la politique intérieure avec ce qu’entraînerait l’émergence du Labour comme parti de gouvernement… Avec ces lacunes, Hankey est typique de sa génération et de son environnement ; que sa responsabilité réside plus dans le fait qu'il ait été mieux informé que presque n'importe quel de ses contemporains ».

## Biographie

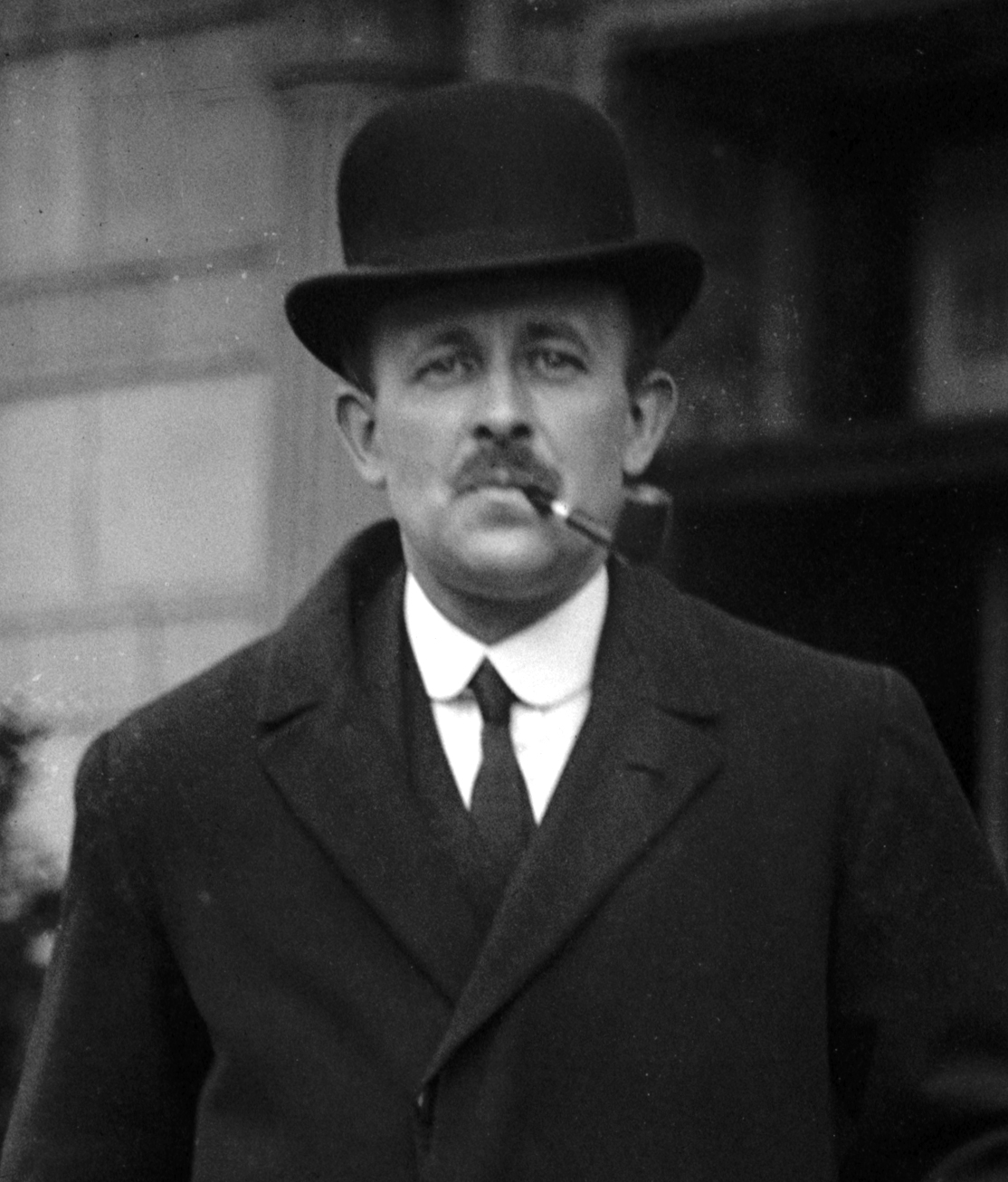
Maurice Hankey, secrétaire du Cabinet (1921).

Le troisième fils de R. A. Hankey, Maurice Hankey, né à Biarritz en 1877, fait ses études à la Rugby School. Il rejoint la Royal Marine Artillery, est promu capitaine et sert dans des plusieurs fonctions, notamment comme analyste au département de la guerre de la Naval Intelligence Department (en) (1902-1906). En 1908, il est nommé secrétaire adjoint naval au Comité de Défense impériale (Committee of Imperial Defence) et devient secrétaire du comité en 1912, poste qu'il occupera pendant 26 ans. En novembre 1914, il assume en plus les fonctions de secrétaire du Conseil de Guerre. Dans cette fonction, il prend connaissance des idées du major Ernest Swinton pour construire un véhicule à chenilles blindées et le porte à l'attention de Winston Churchill, le 25 décembre 1914, ce qui mènera à la création du Landships Committee. Il sera également membre de la commission de Bunsen qui a jeté les bases de la politique britannique pour la partition de l'Empire ottoman. 
En décembre 1916, David Lloyd George devient Premier ministre et change profondément la façon dont le gouvernement est mené. Un cabinet de guerre est créé et Hankey est nommé comme secrétaire de ce cabinet. Il sert également comme secrétaire de l'Imperial War Cabinet (qui intègre également des représentants des gouvernements des colonies et des dominions) et a acquis une réputation de forte compétence, si bien que lorsque l'ensemble du Cabinet est renouvelé en 1919, le secrétariat est conservé et Hankey reste secrétaire du Cabinet durant 19 ans. En 1923, il acquiert la fonction supplémentaire de greffier du Conseil privé. Durant sa longue carrière, il a aussi souvent servi comme secrétaire britannique à de nombreuses conférences internationales et comme secrétaire général lors de nombreuses conférences impériales.
En août 1938, Hankey se retire du gouvernement et devient directeur du Gouvernement britannique de la Compagnie du canal de Suez, poste qu'il occupe pendant un an seulement. Dans la liste des honneurs du Nouvel An de 1939, il fut anobli en tant que baron Hankey, de The Chart, comté de Surrey. Hankey reste une figure respectée et est souvent consulté par les ministres et les fonctionnaires. En août 1939, il conseille Neville Chamberlain au sujet de la formation d'un nouveau cabinet de guerre et le mois suivant, il devient un des nombreux membres sans étiquette du gouvernement quand il est nommé ministre sans portefeuille et membre du Cabinet de guerre. Hankey était très réticent à assumer cette fonction, mais a accepte de le faire. Il devient chancelier du duché de Lancaster lorsque Chamberlain est remplacé par Winston Churchill en mai 1940, mais est écarté du cabinet de guerre de Churchill. En juillet 1941, Hankey est nommé Paymaster General (en), mais l'année suivante, il cesse d'exercer toute fonction gouvernementale. Il continue d'occuper d'autres postes dans les secteurs public et privé, jusqu'à sa mort à l'hôpital de Redhill.
Hankey conserve des traces écrites étonnamment détaillées dans des agendas manuscrits durant la plupart de ses années au gouvernement, y compris pendant son temps comme secrétaire du Conseil de guerre et de l'Imperial War Cabinet durant la Première Guerre mondiale. Ces carnets sont actuellement au Churchill Archives Center à Cambridge au Royaume-Uni, et sont accessibles public.
Son plus jeune frère, Donald Hankey, est un soldat connu pour une série d'essais, écrits alors qu'il sert sur le front de l'Ouest durant la Première Guerre mondiale et est mort pendant la bataille de la Somme.

## Décorations
- Grand-croix de l'ordre du Bain
- Grand-croix de l'ordre de Saint-Michel et Saint-George
- Grand-croix de l'ordre royal de Victoria

## Sources bibliographiques
- (en) Stephen Roskill, Hankey : Man of Secrets, vol. I (1877-1918), Collins, 1970 (ISBN 0-00-211327-9)
- (en) Stephen Roskill, Hankey : Man of Secrets, vol. II (1919-1931), Collins, 1972 (ISBN 0-00-211330-9)
- (en) Stephen Roskill, Hankey : Man of Secrets, vol. III (1931-1963), Londres, Collins, 1974, 688 p. (ISBN 0-00-211332-5)
- (en) John F. Naylor, A man and an institution : Sir Maurice Hankey, the Cabinet Secretariat and the custody, Cambridge University Press, 1984, 419 p. (ISBN 978-0-521-25583-7, lire en ligne)

- Naylor, John F. « Hankey, Maurice Pascal Alers, first Baron Hankey (1877–1963) », Oxford Dictionary of National Biography, Oxford University Press, 2004; online edn, janvier 2008 consulté le 27 mars 2012

### Source primaire
- Lord Hankey. The Supreme Command, 1914-1918 (2 vol) - 1961